# Quatrième circonscription de la préfecture d'Osaka
La quatrième circonscription de la préfecture d'Osaka (大阪府第4区, Ōsaka-fu dai-yon-ku) est l'une des dix-neuf circonscriptions législatives que compte la préfecture d'Osaka au Japon.

## Description géographique
Entre 1994 et 2017, la quatrième circonscription de la préfecture d'Osaka correspondait aux arrondissements de Kita, Miyakojima, Fukushima, Higashinari et Jōtō de la ville d'Osaka.
Depuis 2017, elle comprend les mêmes arrondissements à l'exception de Higashinari.

## Députés
| Législature | Début de mandat | Fin de mandat | Député élu              | Parti politique | Parti politique |
| ----------- | --------------- | ------------- | ----------------------- | --------------- | --------------- |
| 41e         | 1996            | 2000          | Tadashi Maeda           |                 | Shinshintō      |
| 42e         | 2000            | 2003          | Masaaki Nakayama (ja)   |                 | PLD             |
| 43e         | 2003            | 2005          | Osamu Yoshida (ja)      |                 | PDJ             |
| 44e         | 2005            | 2009          | Yasuhide Nakayama       |                 | PLD             |
| 45e         | 2009            | 2012          | Osamu Yoshida           |                 | PDJ             |
| 46e         | 2012            | 2014          | Masatoshi Murakami (ja) |                 | ARJ             |
| 47e         | 2014            | 2017          | Yasuhide Nakayama       |                 | PLD             |
| 48e         | 2017            | 2021          | Yasuhide Nakayama       |                 | PLD             |
| 49e         | 2021            | 2024          | Teruo Minobe (ja)       |                 | Ishin           |
| 50e         | 2024            | -             | Teruo Minobe (ja)       |                 | Ishin           |